# Jan Rypka

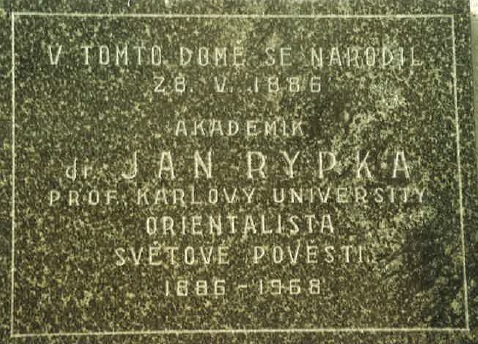
Pamětní deska na jeho rodném domě v Kroměříži

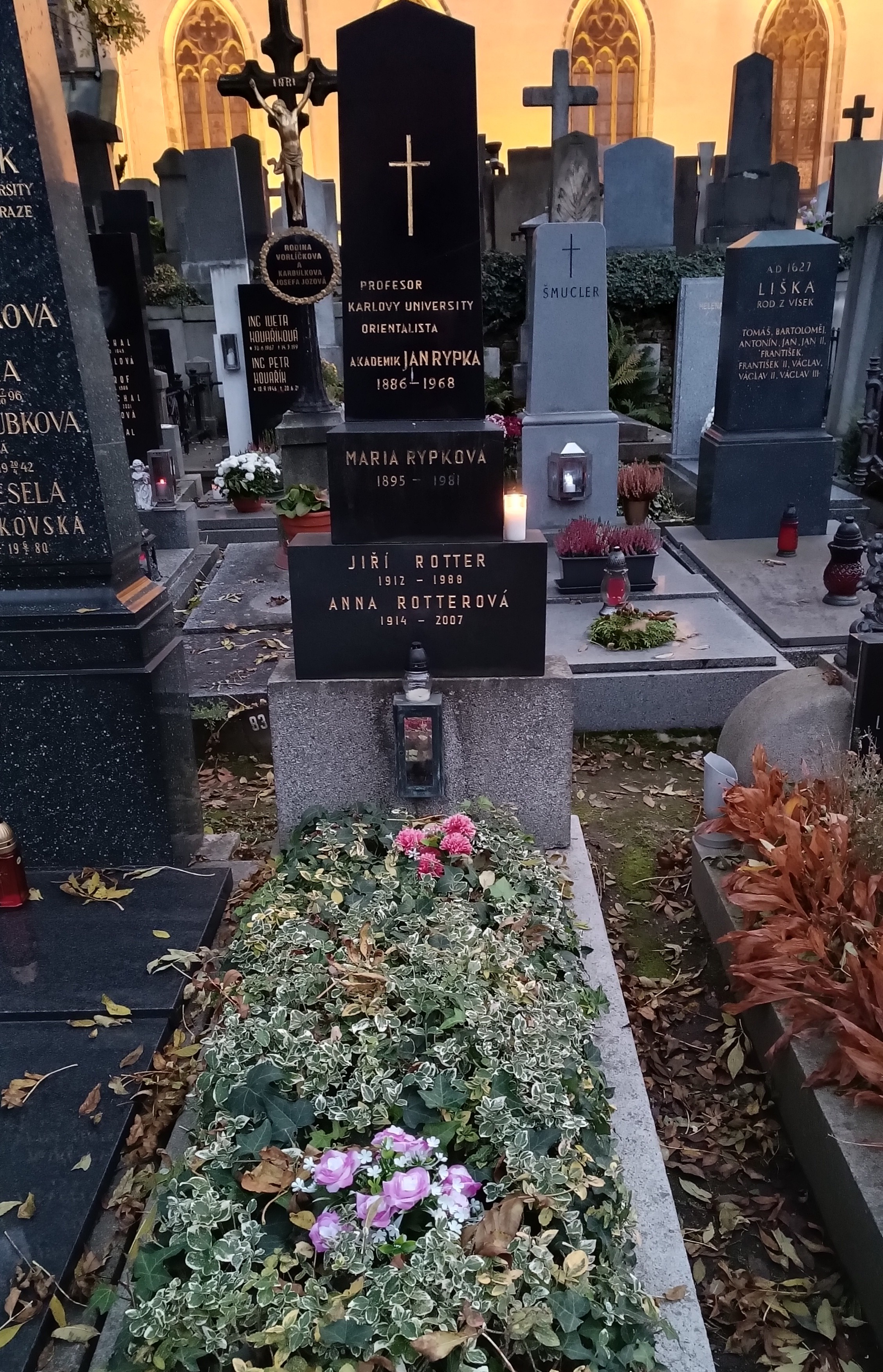
Jan Rypka - hrob na vyšehradském hřbitově

Jan Rypka (28. května 1886 Kroměříž – 29. prosince 1968 Praha) byl český orientalista, profesor turecké a novoperské literatury a překladatel z turečtiny a perštiny.
Rypka byl jedním z prvních 34 jmenovaných členů pražského Orientálního ústavu (jmenován byl v listopadu 1927 prezidentem T. G. Masarykem). V roce 1934 se v Teheránu zúčastnil jako oficiální host oslav tisíciletého výročí narození perského básníka Firdausího.

## Životopis

### Mládí
Jan Rypka se narodil v rodině drobného živnostníka. Jako dítě dostal sbírku pohádek Tisíc a jedna noc, o níž se později vyjádřil, že v něm „poprvé rozezněla ,rezonanční tóny’ dřímající v jeho nitru ,vdechnuté tam tajemnými silami’“. Po maturitě v rodné Kroměříži se zapsal ke studiu orientalistiky na Vídeňské univerzitě, kde v roce 1910 získal doktorát filozofie z oboru islámských jazyků (arabština, novoperština a turečtina).
Po dokončení vysokoškolských studií se Rypka začal věnovat drobným překladům orientálních textů. Brzy toho však zanechal, protože získal výhodnější místo ve vídeňské dvorní a univerzitní knihtiskárně.
V roce 1920, po vzniku Československa, se Rypka přestěhoval do Prahy. Zde se plně věnoval orientalistice. Na krátký čas vstoupil i do státní služby, když byl následujícího roku jmenován na místo knihovníka na Ministerstvu školství a národní osvěty. V létě roku 1921 obdržel stipendium na studijní cestu do Cařihradu. V tomto starobylém městě, kde strávil téměř jeden a půl roku, se mu naskytla spousta příležitostí blíže poznat a pochopit Orient. Svoje poznatky pak shromáždil v knize o Turecku.

### Návrat z Cařihradu
Po svém návratu začal Rypka opět pracovat na Ministerstvu školství a národní osvěty a pustil se do habilitační práce – rozboru poezie tureckého básníka Sábita, kterou v roce 1924 úspěšně obhájil. V roce 1927 byl jmenován mimořádným a v roce 1930 řádným profesorem Karlovy univerzity. Ve 30. letech se Jan Rybka zaměřil na perskou poezii. Ústřední postavou jeho vědeckého zájmu se stal perský básník Nizámí Gandževí. Dalším básníkem, jímž se zabýval, byl další středověký tvůrce Firdausí. Na podzim 1934 byl proto Rypka pozván Íránskou vládou, aby se jako oficiální host zúčastnil oslav tisíciletého výročí Firdausího narození. Nakonec v Íránu zůstal celý rok, který strávil akademickým výzkumem. O svém pobytu v Íránu napsal působivou knihu Íránský poutník. V Teheránu tehdy také navázal řadu přátelských styků s předními íránskými spisovateli a vědci.

## Orientální ústav
Rypka byl vůdčí osobností, jež se zasloužila o založení Orientálního ústavu, k jehož prvním 34 členům jmenovaných v listopadu 1927 prezidentem Masarykem také patřil. K rozvoji ústavu přispěl nejen svojí vědeckou prací, ale i organizační činností v jeho počátcích. Jeho dílem je i vznik a název základního periodika ústavu Archivu orientálního (ArOr) v roce 1929.

## Dílo a ocenění
V roce 1939 byl Rypka jmenován děkanem Filozofické fakulty Univerzity Karlovy. V tomto období zaměřoval svoji vědeckou práci zejména na dílo perských básníků Labíbího a Farrochího. Po osvobození republiky se významně podílel na znovuobnovení činnosti fakulty. K jeho nejzásadnějším poválečným pracím patří bezpochyby podíl na kolektivních Dějinách perské a tádžické literatury z roku 1956, jež byly přeloženy do řady jazyků.
Roku 1952 se stal jedním z prvních vědců jmenovaných akademiky ČSAV. V roce 1962 mu byly uděleny čestné doktoráty univerzity ve Varšavě a Paříži, následujícího roku pak univerzita v Teheránu. Téhož roku mu byl udělen i Řád republiky.

## Spisy
- Dějiny perské a tádžické literatury, 1956, 1963, 822 stran

## Překlady
Překlady děl perského básníka 12. a počátku 13. století Nizámího.
- Sedm princezen, 1943
- Chvály, 1953